# Vinica, Veľký Krtíš
Vinica este o comună slovacă, aflată în districtul Veľký Krtíš din regiunea Banská Bystrica. Localitatea se află la altitudinea de 164 m deasupra n.m., se întinde pe o suprafață de 30,76 km2 și în 2017 număra 1.792 de locuitori.
Localitatea este înfrățită cu Zsombó.

## Istoric
Localitatea Vinica este atestată documentar din 1135.

## Demografie
| An:                | 1994 | 2004   | 2014   | 2024   |
| ------------------ | ---- | ------ | ------ | ------ |
| Număr de persoane: | 1976 | 1927   | 1826   | 1748   |
| Diferență:         |      | −2,47% | −5,24% | −4,27% |

| An:                | 2023 | 2024   |
| ------------------ | ---- | ------ |
| Număr de persoane: | 1759 | 1748   |
| Diferență:         |      | −0,62% |